# Bazalia
Bazalia (în ucraineană Базалія) este o așezare de tip urban din raionul Teofipol, regiunea Hmelnîțkîi, Ucraina. În afara localității principale, nu cuprinde și alte sate.

## Demografie
Componența lingvistică a așezării de tip urban Bazalia
     Ucraineană (97,95%)
     Rusă (1,29%)
Conform recensământului din 2001, majoritatea populației așezării de tip urban Bazalia era vorbitoare de ucraineană (97,95%), existând în minoritate și vorbitori de rusă (1,29%).